# Limnonectes kuhlii
Limnonectes kuhlii é uma espécie de anfíbio da família Ranidae.
Pode ser encontrada nos seguintes países: Brunei, China, Índia, Indonésia, Laos, Malásia, Myanmar, Tailândia, Vietname e possivelmente em Camboja.
Os seus habitats naturais são: florestas subtropicais ou tropicais húmidas de baixa altitude, regiões subtropicais ou tropicais húmidas de alta altitude, matagal húmido tropical ou subtropical, rios, rios intermitentes, marismas de água doce, marismas intermitentes de água doce, terras aráveis, jardins rurais e terras irrigadas.
Está ameaçada por perda de habitat.